# پیز (مینه‌سوتا)
پیز، مینه‌سوتا (به انگلیسی: Pease, Minnesota) یک شهر در ایالات متحده آمریکا است که در Mille Lacs County واقع شده‌است.

## خصوصیات
پیز ۲٫۳۶ کیلومترمربع مساحت و ۲۴۲ نفر جمعیت دارد و ۳۱۶ متر بالاتر از سطح دریا واقع شده‌است.